# Дем'яненко Іван Якович
Іван Якович Дем'яненко (нар. 24 вересня 1949, с. Губарівка (Богодухівський район), Харківська область) — український політик і футбольний функціонер. Депутат Харківської обласної ради IV (2002—2006), V (2006—2010) і VI скликань (від 2010). Заступник голови Харківської обласної федерації футболу, колишній президент клубу «Газовик-ХГВ» (Харків). У 1999—2005 роках — начальник газопромислового управління «Харківгазвидобування» дочірньої компанії «Укргазвидобування» НАК «Нафтогаз України». Орден «За заслуги» ІІІ ступеня; медаль «За працю і звитягу»; Почесна грамота Кабінету Міністрів (2001); Почесна грамота Верховної Ради.

## Життєпис
У 1969 році закінчив Харківський будівельний технікум, спеціальність: монтаж електрообладнання промислових підприємств та установок, у 1976 році — Харківський юридичний інститут, спеціальність: правознавство, кваліфікація: юрист.
Після закінчення у квітні 1969 р. Харківського будівельного технікуму працював техніком-електриком в інституті «Гипростройматериали» м. Уфа.
З 1969 по 1971 — служба у війську.
З січня 1972 по серпень 1972 — старший технік-електрик інституту «Південдіпроцемент» м. Харків.
З 1972 по 1973 — працював на комсомольській роботі.
З 1973 по 1974 р. — майстер технічного училища № 10 м. Харків.
З 1974 по 1977 р. — на комсомольській роботі.
З 1977 по 1994 р. працював у Жовтневому райкомі Компартії України та Харківській обласній раді профспілок.
З 1994 по 1996 р. — заступник директора юридичної фірми «Інюрполіс».
З 1996 по 1999 р. — Голова Правління ЗАТ «Харківгаззбут».
З 1999 по вересень 2005 р. — начальник управління «Харківгазвидобування» ДК «Укргазвидобування».
З вересня 2005 р. по грудень 2006 року — Директор Дирекції з будівництва та експлуатації автозаправних станцій ДК «Укргазвидобування», м. Харків.
З 8 грудня 2006 року по лютий 2008 року — начальник газопромислового управління «Харківгазвидобування» ДК «Укргазвидобування» НАК «Нафтогаз України». У лютому 2008 р. наказом ДК «Укргазвидобування» звільнений з роботи. Зараз на пенсії.
Депутат Харківської облради IV (2002—2006), V (2006—2010, виборчий округ № 33, Чугуївський район) і VI скликань (від 2010, за списком Партії регіонів). Член Партії регіонів.